# 莱拉·芬斯卡-林纳
莱拉·芬斯卡-林纳（芬蘭語：Laila Finska-Linna，1968年8月8日—），芬兰女子赛艇运动员。她曾代表芬兰参加世界赛艇锦标赛，获得一枚金牌。她也曾参加1996年夏季奥林匹克运动会。